# Karyna Szarras-Bandtke
Karyna Szarras-Bandtke (ur. 11 grudnia 1909 w Suwałkach, zm. 22 października 1981) – polska artystka plastyk. Zajmowała się malarstwem sztalugowym – olejnym i akwarelowym (w zakresie pejzażu i martwej natury) i sztuką użytkową (tkanina dekoracyjna). Była również pedagogiem w szkolnictwie artystycznym.

## Życiorys
Urodziła się 11 grudnia 1909 w Suwałkach.
Studiowała na Akademii Sztuk Pięknych w Warszawie w latach 1930–1936. Była uczennicą Miłosza Kotarbińskiego i Felicjana Kowarskiego. W 1934 odbyła podróż do Francji.
Uprawiała malarstwo sztalugowe, olejne i akwarelowe – zwłaszcza pejzaż i martwą naturę. Zajmowała się także sztuką użytkową (tkanina dekoracyjna). W latach przed II wojną światową (od 1933) i w okresie powojennym pracowała również jako pedagog w szkolnictwie artystycznym. Prowadziła tam zajęcia z rysunku i malarstwa, techniki reklamy, kostiumologii i wiedzy o sztuce. Prowadziła je w latach 1933–1939 w Szkole Kupców, w latach 1938–1939 w Seminarium Nauczycielskim im. S.Konarskiego, w latach 1945–1947 – w Liceum Przemysłu Odzieżowego, a od 1947 – w Państwowym Liceum Sztuk Plastycznych w Warszawie. Od 1952 wykładała metodykę rysunku i malarstwa na Studium Pedagogicznym Akademii Sztuk Pięknych w Warszawie. W latach 1947–1950 współpracowała z Biurem Nadzoru Estetyki Produkcji w zakresie projektowania wzorów tkanin ubraniowych. W latach 1961–1962 wykładała historię sztuki w Młodzieżowym Domu Kultury przy ul. Łazienkowskiej w Warszawie. W okresie 1962–1965 kierowała sekcją plastyki w Warszawskim Ośrodku Metodycznym Centralnego Ośrodka Pedagogicznego Szkolnictwa Artystycznego (COPSA).
Była autorką podręczników z wymienionych dziedzin, na przykład: „Podstawowe wiadomości z historii sztuk plastycznych”, Warszawa 1968, „Wiadomości o sztuce”, Warszawa 1968 Państwowe Zakłady Wydawnictw Szkolnych (wspólnie ze Stanisławem Czajką)
Od 1950 była członkiem Związku Polskich Artystów Plastyków (ZPAP)
Zamieszkiwała w Podkowie Leśnej, pod adresem: ul. Brzozowa 5.
Była żoną artysty-plastyka i pedagoga – Firmina Bandtke (1908–1985).
Umarła 22 października 1981.

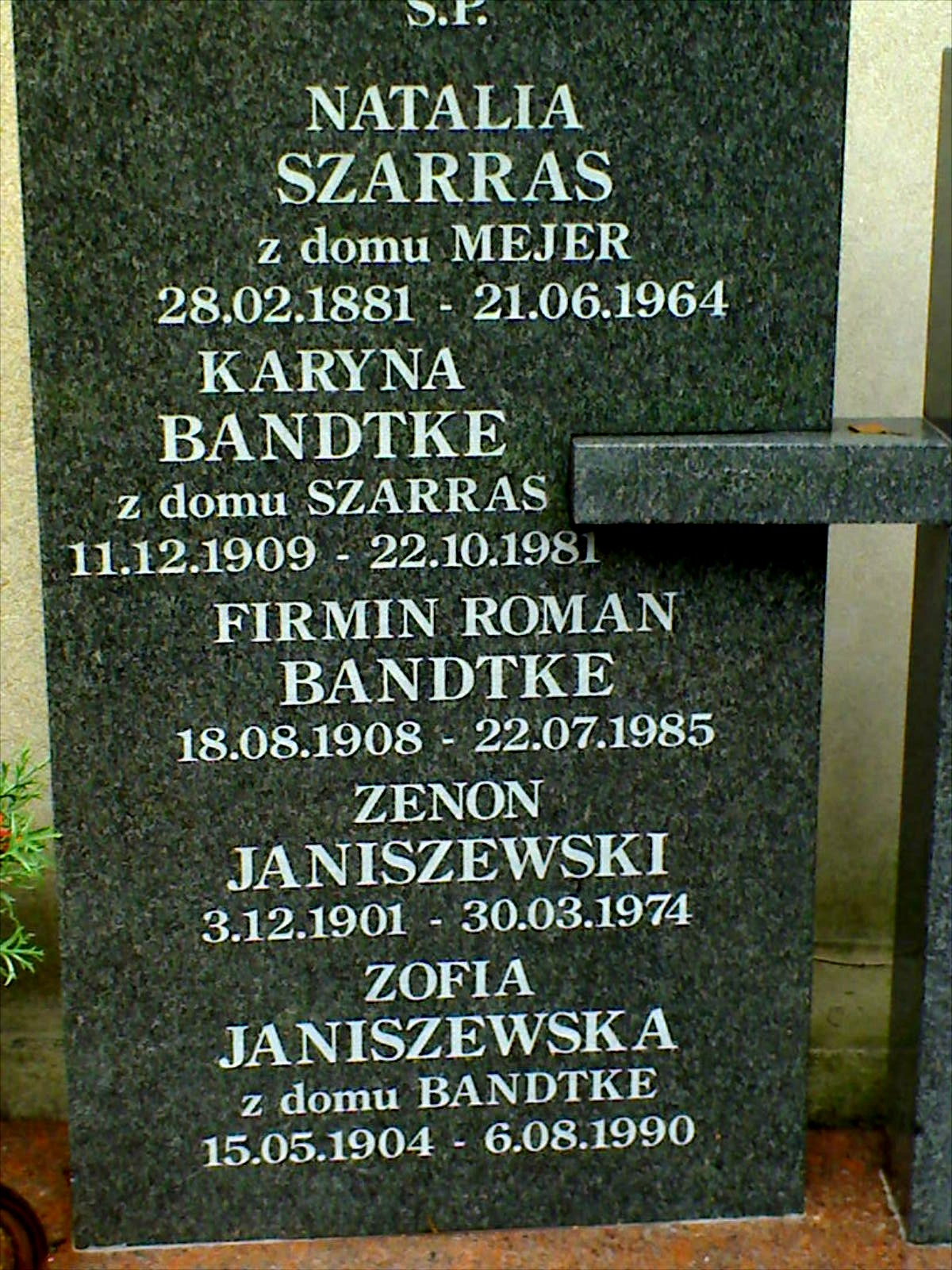
Grób Karyny Szarras-Bandtke na Cmentarzu Ewangelicko-Reformowanym w Warszawie przy ul. Żytniej, stan w 2007 roku.

Została pochowana (jak również jej mąż) na Cmentarzu Ewangelicko-Reformowanym w Warszawie

## Twórczość
Zajmowała sięmalarstwem sztalugowym, a także sztuką użytkową (tkanina dekoracyjna).
Jako przykłady jej prac mogą służyć:
- Tkanina z motywem Godła Państwa (1946)
- „Tkanina olimpijska” (1948)

Brała udział w Zbiorowej Wystawie architektury wnętrz i sztuki dekoracyjnej (1952)

## Publikacje
- „Podstawowe wiadomości z historii sztuk plastycznych”, Warszawa 1968,
- „Wiadomości o sztuce”, Warszawa 1968 Państwowe Zakłady Wydawnictw Szkolnych (wspólnie ze Stanisławem Czajką),
- „Problemy metodyczne wychowania plastycznego w klasie I liceum ogólnokształcącego”, Warszawa 1968,
- artykuły w czasopiśmie „Plastyka w Szkole”.

## Odznaczenia i wyróżnienia
- I nagroda w konkursie „Ład-u” na tkaninę z motywem Godła Państwa (1946)
- wyróżnienie w konkursie na tkaninę olimpijską (1948)

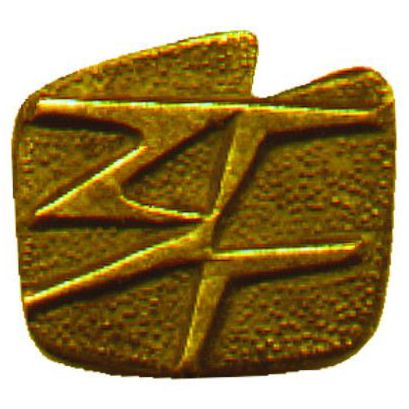
Złota Odznaka ZPAP